# Bulan (Insel)
Bulan (indonesisch Pulau Bulan, auch Bulang geschrieben) gehört zu den indonesischen Riau-Inseln südlich von Singapur  im Malaiischen Archipel.
Bulan liegt vor der Ostküste Sumatras – nördlich von Combol,  westlich von Rempang und südwestlich von Batam. Die Fläche der Insel beträgt 100 km².
Sie ist ein Zentrum landwirtschaftlicher Produktion für Singapur: 400.000 Schweine (Stand 2000) deckten 50 % des singapurischen Marktes ab. Eine Krokodilzucht mit 55.000 Tieren lieferte Leder und Fleisch. Außerdem werden Hühner gezüchtet und Orchideen angebaut.